# Nanosiren
Il Nanosiren è un genere estinto di Sirenii scoperto solo recentemente nella regione dei Caraibi e in Venezuela. È vissuto tra 11,6 e 3,6 milioni di anni fa, tra il Miocene e il Pliocene.

## Tassonomia
È un rappresentante del lignaggio basale, iniziato dal genere Crenatosiren, che porta all'attuale Dugongo. Si conoscono attualmente due specie: la prima, N. sanchezi, è presente in strati del tardo Miocene superiore del Venezuela mentre la seconda, N. garciae, si trova in strati del periodo Hemphilliano (corrispondente agli inizi del Pliocene) della Florida. Entrambe le specie sono però precedute da altri esemplari fossili non ancora descritti ritrovati in Occidente, in Atlantico, nel Pacifico e nei Caraibi risalenti al primo Miocene.

## Descrizione
L'animale presentava le dimensioni più ridotte di tutti i Sirenii post-eocenici, un organismo adulto non doveva superare i due metri di lunghezza ed un peso di 150 kg, le zanne erano piccole e coniche ed il rostro presentava accentuate deviazioni. Questo significa che l'animale viveva in acque poco profonde, non accessibili a specie di dimensioni maggiori, e si cibava di graminacee in prossimità della costa come Halodule e Halophila, in armonia con altri Sirenii come Metaxytherium, una cui costola è stata ritrovata anche nel sito venezuelano.